# Klemenc
Klemenc je priimek v Sloveniji, ki ga je po podatkih Statističnega urada Republike Slovenije na dan 1. januarja 2010 uporabljalo 727 oseb.

## Znani nosilci priimka
- Alenka Klemenc (*1947), umetnostna zgodovinarka
- Alenka Klemenc (*1977), psihologinja
- Andrej Klemenc (*1963), sociolog/filoz./politolog?, ekolog
- Darinka Klemenc, medicinska sestra, predsednica zbornice
- Dunja Klemenc (1943—2023), filmska producentka
- Franek Klemenc, zdravnik
- Jernej Klemenc, strojnik, univ. prof.
- Josip Klemenc (1898—1967), arheolog, univ. profesor
- Katja Klemenc, pevka
- Klemen Klemenc, metalurg?
- Leonardo Klemenc, vsestranski glasbenik, ohranjevalec beneškega izročila
- Marijan Klemenc (*1962), ekonomist in politik
- Marjeta Klemenc (*1969), novinarka, TV voditeljica
- Matjaž Klemenc, zdravnik kardiovaskularni kirurg
- Metod Klemenc (1934—2023), športni delavec, publicist (o tenisu)
- Nestor Klemenc (1922—2015), veterinar, univ. profesor
- Peter Klemenc (*1956), hokejist
- Sonja Klemenc (*1960), biokemičarka, forenzičarka
- Sonja Klemenc (1960—2009), umetnostna zgodovinarka
- Stane Klemenc (*1950), alpinist, fotograf
- Vid Klemenc, igralec
- Zorka Peršič (r. Klemenc), založnica